# Mjösjön (Degerfors socken, Västerbotten, 714611-168678)
Mjösjön är en sjö i Vindelns kommun i Västerbotten och ingår i Umeälvens huvudavrinningsområde. Sjön har en area på 2,49 kvadratkilometer och ligger 228 meter över havet. Sjön avvattnas av vattendraget Mjösjöån som rinner ut i Hjuksån.

## Delavrinningsområde
Mjösjön ingår i det delavrinningsområde (714596-168683) som SMHI kallar för Utloppet av Mjösjön. Medelhöjden är 251 meter över havet och ytan är 18,96 kvadratkilometer. Räknas de 3 avrinningsområdena uppströms in blir den ackumulerade arean 72,96 kvadratkilometer. Mjösjöån som avvattnar avrinningsområdet har biflödesordning 4, vilket innebär att vattnet flödar genom totalt 4 vattendrag innan det når havet efter 115 kilometer. Avrinningsområdet består mestadels av skog (69 procent) och sankmarker (11 procent). Avrinningsområdet har 2,55 kvadratkilometer vattenytor vilket ger det en sjöprocent på 13,4 procent.